# Mode-locking
Il mode-locking è una tecnica mediante la quale un laser può produrre impulsi di luce di durata molto breve, dell'ordine del picosecondo (10-12 s) o femtosecondi (10-15 s).
La tecnica consiste nell'indurre una differenza di fase fissa fra i modi di una cavità risonante. In tal caso il laser viene detto phase-locked o mode-locked. A causa delle interferenze tra i modi si producono una serie di impulsi nella cavità.